# Urszula Radwańska
Urszula Radwańska (* 7. Dezember 1990 in Ahaus, Deutschland) ist eine polnische Tennisspielerin. Sie ist die jüngere Schwester von Agnieszka Radwańska.

## Karriere
Radwańska, die im Alter von fünf Jahren vom Vater an das Tennisspielen herangeführt wurde, machte schon früh auf sich aufmerksam, als sie das Jahr 2007 auf Position eins der Junioren-Weltrangliste abschloss. Neben dem Titelgewinn beim Nachwuchsturnier von Wimbledon, wo sie sich im Endspiel gegen Madison Brengle durchsetzen konnte, triumphierte sie im selben Jahr bei drei der vier Junioren-Grand-Slam-Turniere im Doppel. In Wimbledon siegte sie auf Rasen an der Seite von Anastassija Pawljutschenkowa und bei den French Open auf Sand sowie bei den US Open zusammen mit Ksenija Mileuskaja. Bereits 2006 gewann sie gemeinsam mit Sorana Cîrstea das Doppelturnier des renommierten Orange Bowl.
2005 debütierte Radwańska im Alter von 14 Jahren auf der ITF Women’s World Tennis Tour und gewann 2006 ihren ersten Profititel. Kurz darauf trat sie in Warschau erstmals bei einem WTA-Turnier an, nachdem sie von den Veranstaltern eine Wildcard für das Hauptfeld erhalten hatte. In der ersten Runde unterlag sie dort Venus Williams. In Istanbul gelang ihr im Anschluss nach überstandener Qualifikation gegen Maria-Elena Camerin der erste Sieg in einem WTA-Hauptfeld. 2007 erreichte Radwańska in Bangkok zum ersten Mal ein Viertelfinale und stand zum Saisonabschluss in Kunming noch einmal im Finale eines ITF-Turniers der $50.000-Kategorie. Außerdem errang sie in Istanbul gemeinsam mit ihrer älteren Schwester Agnieszka im Doppel ihren ersten WTA-Titel. Anfang 2008 ging sie bei den Australian Open erstmals in der Qualifikation eines Damen-Grand-Slam-Turniers an den Start und schied in der Schlussrunde aus. Als Gewinnerin des Juniorenturniers von Wimbledon im Einzel und Doppel durfte Radwańska in Wimbledon mit einer Wildcard an der Hauptrunde teilnehmen und zog mit einem Sieg über Klára Koukalová auf Anhieb in die zweite Runde ein, in der sie an Serena Williams scheiterte. Im Anschluss gewann sie bei einem $50.000-Turnier in Vancouver ihren bis dahin größten Titel und beendete das Jahr mit einer weiteren Finalteilnahme beim $100.000-Turnier in Dubai.
2009 gelang Radwańska nach erfolgreicher Qualifikation in der ersten Runde von Dubai ihr bis heute einziger Sieg in einem offiziellen Match über ihre Schwester Agnieszka. Es war ihr erster Erfolg gegen eine Spielerin aus den Top 10 der Weltrangliste überhaupt. Anschließend erhielt sie eine Wildcard für das Premier-Mandatory-Turnier in Indian Wells, schlug dort in der zweiten Runde mit Swetlana Kusnezowa eine weitere Spielerin aus den besten Zehn der Welt und rückte daraufhin bis ins Achtelfinale vor, in dem sie sich Caroline Wozniacki geschlagen geben musste. Bei den French Open rückte sie an der Seite ihrer Schwester erstmals ins Viertelfinale eines Grand-Slam-Turniers vor, in dem sie gegen Peng Shuai und Hsieh Su-wei ausschieden. Nach dem Erreichen des Viertelfinals in Los Angeles, in dem sie Marija Scharapowa unterlag, wurde Radwańska erstmals unter den Top 100 im Ranking geführt. In der Auftaktrunde der Australian Open 2010 verlor sie gegen die spätere Siegerin Serena Williams und musste sich danach einer komplizierten Operation an der Wirbelsäule unterziehen, die sie für neun Monate außer Gefecht setzte. Ihr Comeback gab Radwańska auf der WTA Tour in der Qualifikation von San Diego, wo sie deutlich in der ersten Runde scheiterte. Gezwungen, sich aufgrund des Absturzes im Ranking über ITF-Turniere wieder nach oben zu spielen, stieß sie zum Jahresende bei einem Turnier der $50.000-Kategorie in Saint-Raphaël zunächst ins Endspiel vor, ehe sie in Ismaning bei einem Turnier derselben Kategorie den Titel errang. 2011 machte Radwańska unter anderem durch den Einzug in die dritte Runde von Indian Wells sowie das Erreichen ihres ersten WTA-Halbfinals in Taschkent in der Weltrangliste wieder einige Plätze gut, sodass sie im darauffolgenden Jahr in Melbourne wieder im Hauptfeld stand und dort gegen Alison Riske nach mehr als zwei Jahren wieder ein Match in der Hauptrunde eines Grand-Slam-Turniers gewann.
Zur Mitte der Saison 2012 fand Radwańska ihre Form wieder und erreichte in Brüssel aus der Qualifikation heraus ihr erstes WTA-Viertelfinale auf Sandplatz, nachdem sie in der ersten Runde mit Marion Bartoli ihren dritten Sieg über eine Top-10-Spielerin verbuchen konnte. Im Anschluss feierte sie bei einem ITF-Turnier der $75.000-Kategorie in Nottingham auf Rasen ihren bis dahin größten Titel und stieß danach in ’s-Hertogenbosch in ihr erstes WTA-Endspiel vor, das sie jedoch gegen Nadja Petrowa verlor. Auf Hartplatz erreichte sie in Stanford und Carlsbad jeweils das Viertelfinale sowie die dritte Runde in Cincinnati, in der sie abermals Serena Williams unterlag. Nach einer Erstrundenniederlage bei den US Open, setzte sie die WTA Tour mit zwei Halbfinalteilnahmen in Taschkent und Guangzhou fort und kam in Tokio nach einem Sieg über Ana Ivanović in die dritte Runde, in der sie von Angelique Kerber geschlagen wurde. In der Folgewoche erzielte sie mit Platz 29 ihre bisher beste Weltranglistenposition.
2013 stand Radwańska in Doha sowie in Indian Wells noch einmal im Achtelfinale. Auf Sandplatz und Rasen konnte sie in der Folge die Ergebnisse des Vorjahres zwar nicht wiederholen, doch erreichte sie in Stanford und Carlsbad ein weiteres Mal die Runde der letzten Acht. Wenngleich sie in der Saison ohne eine einzige Halbfinalteilnahme blieb, beendete sie das Jahr zum zweiten Mal nacheinander in den Top 50 der Weltrangliste. Aufgrund einer Schulterverletzung musste Radwańska ihren Start bei den Australian Open 2014 absagen und suchte nach ihrer Rückkehr auf die WTA Tour im Februar für den Rest der Saison vergeblich nach ihrer Form. Mit nur drei Hauptfeldsiegen bei WTA-Turnieren, fiel sie im Ranking erneut weit zurück. Ihr bestes Resultat erzielte sie mit dem Einzug ins Endspiel des ITF-Turniers der $50.000-Kategorie in Joué-lès-Tours. Zum Auftakt der Saison 2015 meldete sich Radwańska mit einem Viertelfinale in Auckland zurück, qualifizierte sich anschließend für die Hauptrunde in Melbourne und stand auch in Monterrey in der Runde der letzten Acht. In Istanbul gelang Radwańska zur Mitte der Saison nach drei Jahren Pause überraschend der Einzug in ihr zweites WTA-Finale, jedoch musste sie sich Lessja Zurenko in zwei Sätzen geschlagen geben. Durch diesen Erfolg wieder unter die besten 100 der Welt zurückgekehrt, errang sie bis zum Saisonende nur noch zwei weitere Siege bei insgesamt acht Turnierteilnahmen. 2016 zog sich Radwańska in Acapulco eine Knöchelverletzung zu und musste die Sandplatzsaison ausfallen lassen. Sie hatte immer wieder mit physischen Problemen zu kämpfen und beendete die Saison, in der ihr nur ein einziger Erfolg im Hauptfeld eines WTA-Turniers gelang, bereits im September.
Seitdem ist Radwańska fast ausschließlich und mit mäßigem Erfolg auf der ITF Tour unterwegs. 2019 stand sie fünf Mal im Finale eines $25.000-Turniers und konnte dabei zwei Titel gewinnen. Bei den Australian Open 2020 nahm sie nach mehr als dreijähriger Unterbrechung wieder an der Qualifikation eines Grand-Slam-Turniers teil, scheiterte aber bereits in der ersten Runde.
2006 gab Urszula Radwańska beim 3:0-Sieg gegen Portugal ihren Einstand für die polnische Fed-Cup-Mannschaft. Seitdem hat sie für ihr Land 30 Begegnungen in Einzel und Doppel bestritten, von denen sie 15 gewinnen konnte (Einzelbilanz 12:13).

## Turniersiege

### Einzel
| Nr. | Datum              | Turnier          | Kategorie   | Belag             | Finalgegnerin     | Ergebnis       |
| --- | ------------------ | ---------------- | ----------- | ----------------- | ----------------- | -------------- |
| 1.  | 2. April 2006      | Bath             | ITF $10.000 | Hartplatz (Halle) | Valerie Tetreault | 7:66, 6:2      |
| 2.  | 3. August 2008     | Vancouver        | ITF $50.000 | Hartplatz         | Julie Coin        | 2:6, 6:3, 7:5  |
| 3.  | 7. November 2010   | Ismaning         | ITF $50.000 | Teppich (Halle)   | Andrea Hlaváčková | 7:5, 6:4       |
| 4.  | 9. Juni 2012       | Nottingham       | ITF $75.000 | Rasen             | Coco Vandeweghe   | 6:1, 4:6, 6:1  |
| 5.  | 20. Januar 2019    | Petit-Bourg      | ITF W25     | Hartplatz         | Ana Sofía Sánchez | 6:1, 2:6, 6:1  |
| 6.  | 29. September 2019 | Clermont-Ferrand | ITF W25     | Hartplatz (Halle) | Lara Salden       | 6:72, 6:3, 6:1 |
| 7.  | 28. Februar 2021   | Moskau           | ITF W25     | Hartplatz (Halle) | Julija Hatouka    | 4:6, 6:3, 6:4  |

### Doppel
| Nr. | Datum             | Turnier          | Kategorie      | Belag             | Partnerin           | Finalgegnerinnen                     | Ergebnis         |
| --- | ----------------- | ---------------- | -------------- | ----------------- | ------------------- | ------------------------------------ | ---------------- |
| 1.  | 13. August 2005   | Gdynia           | ITF $10.000    | Sand              | Agnieszka Radwańska | Katerina Avdiyenko Natalia Bogdanova | 6:1, 6:1         |
| 2.  | 20. August 2005   | Kędzierzyn-Koźle | ITF $25.000    | Sand              | Agnieszka Radwańska | Renata Voráčová Sandra Záhlavová     | 6:1, 6:4         |
| 3.  | 18. Februar 2006  | Buchen           | ITF $10.000    | Teppich (Halle)   | Katerina Avdiyenko  | Lucie Kriegsmannová Zuzana Zálabská  | ohne Spiel       |
| 4.  | 1. April 2006     | Bath             | ITF $10.000    | Hartplatz (Halle) | Martina Babáková    | Marie-Perrine Baudouin Karla Mraz    | 6:2, 6:0         |
| 5.  | 18. Februar 2007  | Biberach         | ITF $25.000    | Hartplatz (Halle) | Nina Brattschikowa  | Darija Jurak Sandra Martinović       | 6:2, 6:0         |
| 6.  | 27. Mai 2007      | Istanbul         | WTA Tier III   | Sand              | Agnieszka Radwańska | Chan Yung-jan Sania Mirza            | 6:1, 6:3         |
| 7.  | 18. August 2007   | Bronx            | ITF $50.000    | Hartplatz         | Lucie Hradecká      | Marija Korytzewa Darja Kustawa       | 6:3, 1:6, 6:1    |
| 8.  | 17. November 2007 | Kunming          | ITF $50.000    | Hartplatz         | Yanina Wickmayer    | Han Xinyun Xu Yifan                  | 6:4, 6:1         |
| 9.  | November 2008     | Krakau           | ITF $100.000   | Hartplatz (Halle) | Angelique Kerber    | Olga Brózda Sandra Zaniewska         | 6:3, 6:2         |
| 10. | 9. Juli 2011      | Biarritz         | ITF $100.000   | Sand              | Alexandra Panowa    | Erika Sema Roxane Vaisemberg         | 6:2, 6:1         |
| 11. | 12. Mai 2012      | Cagnes-sur-Mer   | ITF $100.000+H | Sand              | Alexandra Panowa    | Katalin Marosi Renata Voráčová       | 7:5, 4:6, [10:6] |
| 12. | 20. April 2024    | Calvi            | ITF W50        | Hartplatz         | Valentina Ryser     | Sarah Beth Grey Amandine Hesse       | 6:3, 6:2         |
| 13. | 22. März 2025     | Maribor          | ITF W75        | Hartplatz (Halle) | Julie Belgraver     | Yuriko Miyazaki Jessika Ponchet      | 6:1, 6:4         |

## Abschneiden bei Grand-Slam-Turnieren

### Einzel
| Turnier         | 2008 | 2009 | 2010 | 2011 | 2012 | 2013 | 2014 | 2015 | 2016 | 2017 | 2018 | 2019 | 2020  | 2021 | 2022 | Karriere |
| --------------- | ---- | ---- | ---- | ---- | ---- | ---- | ---- | ---- | ---- | ---- | ---- | ---- | ----- | ---- | ---- | -------- |
| Australian Open | Q3   | Q3   | 1    | Q1   | 2    | 1    | —    | 1    | 1    | —    | —    | —    | Q1    | —    | Q1   | 2        |
| French Open     | Q1   | 1    | —    | Q1   | 2    | 2    | 1    | Q1   | —    | —    | —    | —    | —     | Q1   | —    | 2        |
| Wimbledon       | 2    | 2    | —    | Q1   | 1    | 2    | 1    | 2    | Q2   | —    | —    | —    | n. a. | Q3   | —    | 2        |
| US Open         | Q2   | 1    | 2    | 1    | 1    | 2    | Q2   | 1    | Q1   | —    | —    | —    | —     | Q2   | —    | 2        |

Zeichenerklärung: S = Turniersieg; F, HF, VF, AF = Einzug ins Finale / Halbfinale / Viertelfinale / Achtelfinale; 1, 2, 3 = Ausscheiden in der 1. / 2. / 3. Hauptrunde; Q1, Q2, Q3 = Ausscheiden in der 1. / 2. / 3. Runde der Qualifikation; n. a. = nicht ausgetragen

### Doppel
| Turnier         | 2008 | 2009 | 2010 | 2011 | 2012 | Karriere |
| --------------- | ---- | ---- | ---- | ---- | ---- | -------- |
| Australian Open | —    | 2    | 1    | —    | 2    | 2        |
| French Open     | 1    | VF   | —    | —    | 1    | VF       |
| Wimbledon       | —    | 1    | —    | 2    | AF   | AF       |
| US Open         | 1    | 1    | 1    | —    | —    | 1        |